# Flugunfall einer Antonow An-2 bei Serow 2012
Der Flugunfall einer Antonow An-2 bei Serow 2012 ereignete sich am 11. Juni 2012. An diesem Tag verschwand bei der russischen Stadt Serow eine zu einem nicht genehmigten Flug gestartete Antonow An-2R und mit ihr 13 Personen. Das Flugzeug blieb mehr als 10 Monate verschollen, bis Jäger das Wrack mit den skelettierten Leichen an einem entlegenen Ort entdeckten.

## Maschine
Bei der betroffenen Maschine handelte es sich um eine Antonow An-2R, die zum Zeitpunkt des Unfalls 25 Jahre und 8 Monate alt war. Die Maschine wurde im Werk der PZL Mielec in Mielec, Volksrepublik Polen endmontiert, trug die Werksnummer 1G221-48 und die Modellseriennummer 221-48. Das Roll-Out erfolgte am 29. September 1986, am 30. Dezember 1986 wurde die Maschine mit dem Luftfahrzeugkennzeichen CCCP-40312 an die Aeroflot ausgeliefert. Nach dem Zusammenbruch der Sowjetunion blieb die Maschine einige Zeit ungenutzt, ehe sie am 16. März 1994 durch die Orenair übernommen und mit dem neuen, russischen Luftfahrzeugkennzeichen RA-40312 wiederzugelassen wurde. Im Jahr 2000 wurde die Maschine gemeinsam mit einer Reihe anderer Antonows in Russland zu experimentellen Zwecken mit Benzin des Typs AI-95 betrieben. Die Maschine blieb bei der Orenair jahrelang in Betrieb, wurde zwischenzeitlich jedoch mehrmals eingelagert, zunächst am 17. Januar 2001 bis zur Wiederinbetriebnahme am 8. Juni 2001, dann am 19. November 2001 bis zur Wiederinbetriebnahme zum 13. Juni 2002, am 31. Oktober 2002 bis zum 12. Mai 2003, am 24. September 2003 bis zum 7. Mai 2004. Am 5. Oktober 2004 wurde die Maschine außer Betrieb genommen und über mehrere Jahre eingelagert. Zum 1. Januar 2010 übernahm der Flughafen Orenburg als Betreiber die Maschine, welche eingelagert blieb. Zu diesem Zeitpunkt betrug die Gesamtbetriebsleistung der Maschine 3.588 Betriebsstunden, auf die 12.672 Starts und Landungen entfielen. Ab 2011 war die Antonow an die Awia Zow verleast. Das einmotorige Zubringerflugzeug mit STOL-Eigenschaften war mit einem Neunzylinder-Sternmotor des Typs Schwezow ASch-62IR ausgerüstet. Bis zum Zeitpunkt des Unfalls hatte die Antonow 3.966 Betriebsstunden absolviert.

## Vorgeschichte
Am 17. Mai flogen der 50-jährige Flugkapitän Chatib Taljatowisch Kaschapow und der Erste Offizier die Maschine vom Flughafen Orenburg zum Einsatzort nach Serow, um von dort aus Flüge für die Awialessoochrana durchzuführen, bei denen die Wälder aus der Luft inspiziert und Brandquellen frühzeitig erkannt werden sollten. Der letzte Erkundungsflug fand am 31. Mai statt. Nach diesem Datum begann eine Regenperiode, die Brandgefahrenstufe wurde heruntergesetzt und es waren vorübergehend keine Flüge erforderlich. Das Flugzeug wurde der Wache des Flugplatzes übergeben. Der Erste Offizier reiste am 5. Juni nach Zustimmung des Flugkapitäns, der vor Ort verblieb, nach Orsk ab. Nach Aussagen eines Flugzeugtechnikers vom Flugplatz Serow habe der Kapitän als alleiniger Pilot, in einer unvollständigen Besatzung ohne Copiloten, am 10. Juni einen 20-minütigen, nicht genehmigten Rundflug durchgeführt, bei dem er Dritte gegen Bezahlung mit an Bord genommen hatte.

## Verschwinden und Suche nach der Maschine
Am Nachmittag des 11. Juni, dem Vortag zum Tag Russlands, tranken der Flugkapitän und der Flugplatzwächter gemeinsam Spirituosen. Gegen 18:00 Uhr erschienen zwei junge Männer auf dem Flugplatz und baten den Flugkapitän, mit ihnen einen Rundflug mit der Antonow durchzuführen. Der Flugplatzwächter versuchte, den Kapitän von der Durchführung des Fluges abzubringen, wurde von diesem jedoch schroff zurückgewiesen. Dann erschienen weitere Personen, die gegen Bezahlung geflogen werden wollten, auf dem Flugplatz. Insgesamt wurden mit Genehmigung des Flugkapitäns 12 nicht registrierte Passagiere an Bord gebracht, darunter der Wachmann, der den Platz des Ersten Offiziers einnahm. Unter der Gruppe befanden sich der Chef der Verkehrspolizei von Serow, drei weitere Polizeibeamte, der Sicherheitsangestellte des Flugplatzes, ein weiterer Angestellter eines privaten Sicherheitsdienstes, ein Rentner, ein junger, arbeitsloser Mann sowie der Besitzer eines örtlichen Handyladens. Mindestens ein weiterer Mann war im Laufe des Abends von der Gruppe angerufen worden, konnte jedoch nicht rechtzeitig zu dem Ausflug anreisen. Die Maschine wurde ohne Startfreigabe gestartet und verließ gegen 22:00 Uhr, nur 17 Minuten vor Einbruch der Dunkelheit, den Flugplatz zu einem unbekannten Ziel. Danach verlor sich die Spur der Maschine. Zeugenaussagen zufolge sei das Flugverhalten der Maschine nach dem Start instabil gewesen. Nach dem Start sei die Maschine nicht in einer geraden Linie abgehoben, sondern in einem Bogen nach rechts, wodurch sie die Spitzen von Gebüschen neben der Startbahn streifte. Nachdem die Maschine den Flugplatz umkreist hatte, sei sie mit einem Kurs von etwa 230 Grad in Richtung Jekaterinburg geflogen und dann aus dem Blickfeld der auf dem Flugplatz zurückgebliebenen Personen verschwunden. Kurz darauf kehrte der Erste Offizier zum Flugplatz zurück und fragte den Flugzeugtechniker, was los sei. Ohne auf die Rückkehr des Flugzeugs zu warten, riefen die Männer eine Stunde später den Direktor der Fluggesellschaft an. Dieser meldete das Verschwinden der Maschine erst am nächsten Morgen um 7:55 Uhr, was nach späteren Angaben der Unfalluntersuchungskommission die Suche nach der Antonow erheblich erschwerte.
Am 12. Juni 2012 begann eine großangelegte Suche nach der Maschine. Bis zum Abbruch der Suche am 13. November 2012 war ein Gebiet von 300.000 Quadratkilometern abgesucht worden, wobei 14 Flugzeuge und 2.000 Personen an der Suche beteiligt gewesen waren. Ein Sprecher des Zwischenstaatlichen Luftfahrtkomitees, welches mit der Untersuchung des Zwischenfalls betraut war, äußerte die Vermutung, dass die Männer zu einem spontanen Jagdausflug aufgebrochen waren oder eine entlegene Banja besuchen wollten.

## Fund der Maschine und Unfalluntersuchung
Am 5. Mai 2013 wurde zufällig von Jägern das Wrack der Maschine mit den skelettierten Leichen von 13 Personen in einem sumpfigen Waldstück 10 Kilometer südwestlich von Serow entdeckt. Die Absturzstelle befand sich 20 Grad rechts vom Startkurs, auf einem Kurs von 210 Grad. Die Kommission stellte fest, dass der Flug 5 bis 7 Minuten gedauert hatte. Der Kapitän habe einen Wald unterhalb der Sicherheitsflughöhe überflogen und sei dabei wahrscheinlich alkoholisiert gewesen. Er habe dabei einen hohen, vertrockneten Baum übersehen, mit dem die linke untere Tragfläche in einer Höhe von 21 Metern kollidierte. Infolge des Aufpralls sei die Tragfläche dann zusammengebrochen. Bei der Kollision habe die Flugbahn etwa 180 Grad betragen, was darauf schließen lasse, dass der Pilot zuvor einige Kurven in geringer Höhe geflogen war. Nach der Kollision mit dem ersten Baum habe die Maschine einen linksseitigen Rollwinkel eingenommen und Bäume mit einem Durchmesser von bis zu 40 cm abgebrochen. Die Antonow sei dann 60 Meter vom Punkt des ersten Aufpralls zu Boden gestürzt, zuerst mit der linken Tragfläche, dann mit dem Triebwerk. Die Maschine habe sich anschließend aufgebäumt und sei in Rückenlage in einem Winkel zum Boden zwischen den Bäumen zum Stehen gekommen. Das bei der Kollision laufende Triebwerk sei einen Meter tief in den weichen Waldboden gestoßen worden.
Der Fund der Überreste der Toten in einem skelettierten Zustand fast 11 Monate nach deren Tod machte es unmöglich, mittels forensischer Methoden festzustellen, ob sich die Personen zum Zeitpunkt des Todes unter dem Einfluss von Alkohol oder Drogen befunden hatten, geschweige denn zu welchem Grad.